# Liste der Naturdenkmale in Trossingen
| Naturdenkmale | Anzahl |
| ------------- | ------ |
| FND           | 0      |
| END           | 3      |
| Gesamt        | 3      |

Die Liste der Naturdenkmale in Trossingen nennt die verordneten Naturdenkmale (ND) der im baden-württembergischen Landkreis Tuttlingen liegenden Stadt Trossingen. In Trossingen gibt es insgesamt drei als Naturdenkmal geschützte Objekte, keines ist ein flächenhaftes Naturdenkmal (FND), alle sind Einzelgebilde-Naturdenkmale (END).
Stand: 1. November 2016.

## Einzelgebilde (END)
| Name                            | Bild | Kennung     | Einzelheiten | Position | Fläche Hektar | Datum        |
| ------------------------------- | ---- | ----------- | ------------ | -------- | ------------- | ------------ |
| Große Tanne                     | BW   | 83270490002 | Trossingen   | ⊙        | 0,0           | 2. Nov. 1992 |
| 1 Eiche am Heuberg              | BW   | 83270490001 | Trossingen   | ⊙        | 0,0           | 2. Nov. 1992 |
| 1 Linde an der Aixheimer Straße | BW   | 83270490003 | Trossingen   | ⊙        | 0,0           | 2. Nov. 1992 |
| Legende für Naturdenkmal        |      |             |              |          |               |              |